# سرچغا
سَرچُقا روستایی است از توابع شهرستان بروجرد در استان لرستان. این روستا در دهستان دره‌صیدی در بخش مرکزی این شهرستان قرار دارد.

## جمعیت
بنابر سرشماری مرکز آمار ایران، جمعیت سر چغا در سال ۱۳۸۵ برابر با ۵۴ نفر بوده‌است که از این میان ۲۴ نفر مرد و بقیه زن بوده‌اند. این روستا ۱۶ خانوار دارد و در ایام خاص مانند عید نوروز و تابستان برجمعیت‌اش افزوده می‌شود.